# Pyrausta ankaratralis
Pyrausta ankaratralis là một loài bướm đêm trong họ Crambidae.